# Сильно любимая
«Сильно любимая» (фр. Much Loved; араб. الزين اللي فيك‎) — мароккано-французская кинодрама 2015 года, поставленный режиссёром Набилем Аюшем. Премьерный показ фильма состоялся в программе «Двухнедельника режиссёров» на 68-м Каннском международном кинофестивале. Фильм был представлен также в секции «Современный мир кино» 40-го Международного кинофестиваля в Торонто 2015 года.
В Марокко фильм вызвал общенациональную дискуссию задолго до выхода на экраны, когда в интернет-сеть попало несколько музыкальных клипов из фильма. После этого исполнительница главной роли, Любна Абидар, получила угрозы, а власть запретила фильм, как таковой, что «подрывает моральные устои и представления о марокканских женщинах», «вредит репутации королевства» и поддерживает внебрачный секс и проявляет симпатии к гомосексуалам.

## Сюжет
Фильм является одним из первых, которые затрагивает проблему проституции в Марракеше. Лента рассказывает о жизни четырёх женщин секс-работниц и выдвигает на первый план тему эксплуатации проституток сутенёрами и коррумпированности полиции, которая иногда получает выгоду от торговли женщинами.

## В ролях
| Актёр                     | Роль                 |
| ------------------------- | -------------------- |
| Любна Абидар              | Ноха                 |
| Асма Лазрак               | Ранда                |
| Халима Кареван            | Сукейна              |
| Сара эль-Мхмади эль-Алауи | Хлима                |
| Абделла Дидан             | Саид                 |
| Дэнни Бушебель            | Ахмад                |
| Карло Брандт              | французский любовник |